# Гжель (село, Московская область)
Гжель — село в Раменском муниципальном округе Московской области, находится в 43 км от МКАД.
Население — 1006 чел. (2010). По территории села протекает река Гжелка, впадающая в Москву-реку.

## История
В районе села Гжель в 1986 и 1988 годах археологами А. Е. Кравцовым и А. Г. Векслером обнаружено поселение древнерусского времени и грунтовый могильник XIV—XVII веков. 
Название Гжель известно по духовной грамоте Ивана Калиты 1330-х годов. Он завещал село своему сыну Ивану Красному. Затем оно принадлежало Дмитрию Донскому, Василию I его вдове Софье Витовтовне. В XVII—XVIII веках Гжель входила в состав Вохонской десятины Замосковной половины Московского уезда, а после 1781 года — Бронницкого уезда Московской губернии и была центром одноимённой волости.
В начале XVII века в селе отмечены два деревянных храма: действующая церковь Успения Пресвятой Богородицы и церковь Дмитрия Солунского («пуста и обвалилась»). В дальнейшем, в документах упоминается лишь Успенская церковь. В 1701 году в Гжели построен каменный храм, разобранный в 1882—1885 годах при строительстве нового здания. Существующая церковь в Гжели была построена по проекту К. В. Гриневского и освящена 24 ноября 1885 года.
Керамический промысел приобрёл большое значение в XIX веке. Во второй половине XIX века основные керамические заводы Гжельской волости располагались в селе Речицы, деревнях Бахтеево, Меткомелино, Новохаритоново, Трошково, Фенино. В селе Гжель находилось лишь два мелкотоварных завода: Е. М. Малина и И. И. Николаева, специализировавшихся на изготовлении горшков.

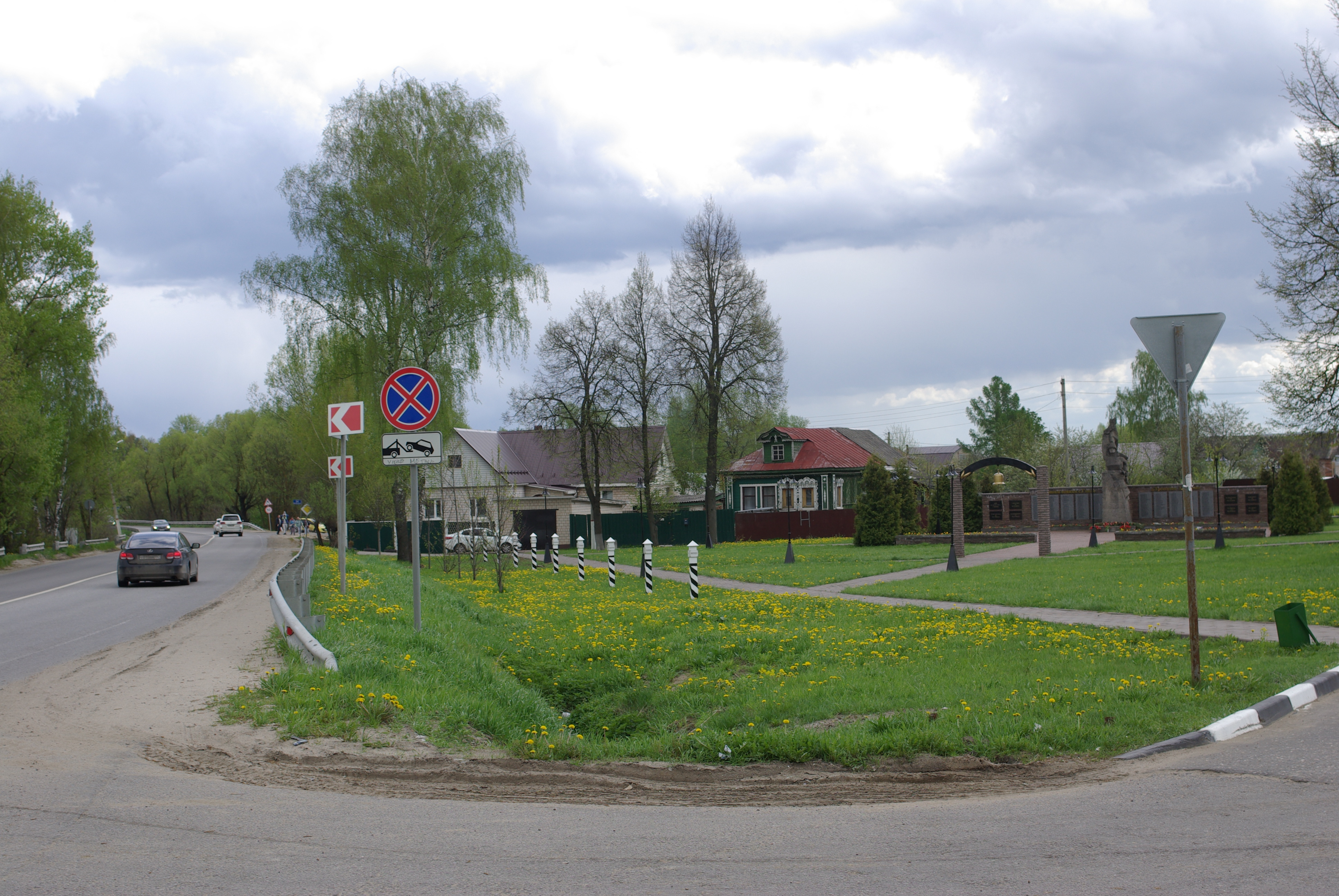
Площадка с памятником в селе Гжель (2022)

До 2002 года Гжель была центром Гжельского сельского округа.
В селе имеются: дом культуры и библиотека, кафе «Гжель» и несколько магазинов, дом быта, амбулатория, центр сельского округа, памятник погибшим в годы ВОВ, отделение АО «Гжельское», детский сад и школа.

## Образование
В селе располагается одно отделение среднего общего образования и одно дошкольного отделения :
- МОУ Гжельская средняя общеобразовательная школа[5]
- МДОУ Детский сад комбинированного вида № 44[6]

## Известные уроженцы
- Копнин, Павел Васильевич (1922—1971) — советский философ, гносеолог и логик, доктор философских наук, профессор, член-корреспондент АН СССР, академик АН УССР.

## Население
| 1926 | 2002 | 2010  |
| ---- | ---- | ----- |
| 820  | ↗964 | ↗1006 |